# Bultei
Bultei (en sarde : Urtei) est une commune de la province de Sassari dans la région Sardaigne en Italie.

## Géographie

### Communes limitrophes
Bultei est attenante aux communes de : Anela, Benetutti, Bono, Nughedu San Nicolò, Pattada.

## Administration
| Période                                  | Période | Identité       | Étiquette     | Qualité |
| ---------------------------------------- | ------- | -------------- | ------------- | ------- |
| 2015                                     |         | Francesco Fois | Liste civique |         |
| Les données manquantes sont à compléter. |         |                |               |         |

### Évolution démographique
Habitants recensés

### Jumelages
- Fiorano Modenese (Italie)
- Maranello (Italie) depuis 1986